# Oneztarri
En basque, le mot « oneztarri » (« pierre de foudre ») est la contraction des mots oneztu (« éclair ») et arri (« pierre »). Ce nom renvoie à une croyance selon laquelle la foudre est une pierre lancée depuis la nuée orageuse. Selon les endroits, elle est considérée comme un éclat de silex, une hache en pierre polie (hache préhistorique ?), une hache de bronze ou d'acier.

## Caractéristiques
Les noms oneztarri mais aussi ozminarri, oxmearri, ozpinarri, tximixtarri, ozkar, oñaztar et inhar, entendus dans d'autres régions, semblent répondre à un ancien mythe largement diffusé dans les pays européens. Selon ce mythe, la foudre est une pierre particulière qui, lorsqu'elle tombe sur terre, s'y introduit jusqu'à une profondeur de sept stades. Ensuite, elle remonte progressivement année après année pour, finalement, affleurer le sol au bout de sept ans. Elle possède alors le pouvoir de protéger des mauvais esprits la maison auprès de laquelle elle se trouve. Ces esprits ou Aidegaxto représentent la foudre elle-même ou l'être surnaturel qui lui est associé. Ce mythe est en relation avec le thème indo-européen du marteau de Thor et avec celui des flèches de Jupiter.
Le génie jeteur de foudre est Aidegaxto ; comme Mari ou Odei, il revêt une forme de nuage orageux. On tente de l'apaiser ou de le dominer à l'aide de procédés naturels, magiques ou religieux. 
Ainsi, pour éviter que la foudre ne tombe sur une maison, dans certains endroits, on a pour habitude de poser sur le seuil de la porte principale une hache dont le fil est dirigé vers le haut, ou bien une faucille à la pointe d'un bâton planté à l'entrée de cette maison. On met aussi aux portes des fleurs de chardon, des branches de frêne et d'aubépine, ou bien des croix de laurier et de saule, bénies le jour des Rameaux. Des branches d'aubépine et de noisetier sont également placées aux fenêtres des maisons. On met des croix de cire aux portes et aux fenêtres. On sort une croix sur la fenêtre et on brûle des chandelles bénies. On brûle des herbes bénies, des feuilles de laurier, des fleurs de la Saint Jean. On jette par la fenêtre de l'eau bénite et du sel. On sonne les cloches de l'église. On met sur sa tête ou dans une poche, de l'aubépine ou des piquants de cette plante ainsi que des feuilles de laurier, etc.
On avait également recours à la prière. Le curé faisait une conjuration en lançant en l'air une de ses chaussures. Cette dernière disparaît avec la nuée qui s'éloigne.
On rapporte qu'un natif d'Ipiñizar (Zeanuri) en Biscaye, entourait son poignet gauche d'une plante dite uztai belar (Rumex crispus, l'herbe de l'arc-en-ciel, uztargi désignant l'arc-en-ciel) et, de la main droite, il indiquait à la nuée la route à suivre.  